# Bruch (Weissach im Tal)
Bruch ist ein Dorf und seit 1971 ein Ortsteil der Gemeinde Weissach im Tal im baden-württembergischen Rems-Murr-Kreis. Der Ort gehört zur Region Stuttgart (bis 1992 Region Mittlerer Neckar) und zur europäischen Metropolregion Stuttgart.

## Geographie
Bruch liegt auf etwa 295 m über dem Meer. Mitten im Ort vereinigen sich der Bubwiesenbach und der Langwiesenbach zum Brucher Bach, der in Oberweissach in die Weißach mündet. Südöstlich des Dorfs liegt der Brucher Berg mit 373 m. Bruch liegt im Naturpark Schwäbisch-Fränkischer Wald.
Umliegende Ortschaften sind Lippoldsweiler-Hohnweiler, Däfern, die zu Althütte gehörenden Orte Lutzenberg und Kallenberg sowie Wattenweiler und Oberweissach (im Uhrzeigersinn).

## Ortsname
Der Ortsname Bruch dürfte auf das mittelhochdeutsche Wort Bruoch (= Moor, Sumpf) zurückzuführen sein. Der Ortsname bedeutet also Dorf am Sumpf.

## Geschichte

### Mittelalter
Erstmals erwähnt wurde Bruch im Jahre 1498 als Weiller Bruch, allerdings dürfte der Ort wesentlich älter sein.
Schon um 1420 errichteten die Augustiner-Chorherren von Backnang in Bruch eine Kapelle, die sie der Mutter Gottes weihten. Die Weihe nahm der adlige Ulrich von Winkental, Propst des Augustiner-Chorherrenstifts Backnang vor. Es entwickelten sich Wallfahrten zu der Kapelle. Täglich sollen Menschen von nah und fern zu der Kapelle gekommen sein. In der Kapelle befand sich ein ausdrucksstarkes gotisches Bildwerk aus Holz, genannt die Pietà von Bruch, eine Darstellung der Beweinung Christi. Es wurden Votivgaben für erhörte Gebete abgelegt. Die Wallfahrten nach Bruch hielten etwa 100 Jahre an.

### Neuzeit
Nach der Einführung der Reformation unter Herzog Ulrich 1535 wurde ganz Württemberg evangelisch-lutherisch. Allerdings blieb die Kapelle zunächst unangetastet. Erst Herzog Christoph befahl nach dem Augsburger Religionsfrieden 1555 den Abbruch des kleinen Gotteshauses wegen „Abgötterei und Aberglauben“. Allerdings wurde der Befehl nicht vollständig ausgeführt und die Kapelle in ein Waschhaus umfunktioniert.
Im Dreißigjährigen Krieg wurde auch Bruch von fremden Heeren verwüstet. Die Bevölkerung hatte unter Plünderungen und Einquartierungen zu leiden. Die Kriegsknechte schleppten die Pest ein. 1626 hatte Bruch noch 122 Einwohner. 1641 lebten in Bruch nur noch 19 Menschen. Der Nachbarort Rodmannsweiler wurde vollständig zerstört und nicht wiederaufgebaut. 1654 hatte sich die Einwohnerschaft wieder erholt und erreichte wieder 42 Menschen. Viele Flüchtlinge waren zurückgekehrt und hatten ihre Häuser wiederaufgebaut. Es sollte jedoch noch lange dauern, bis das Niveau vor dem Dreißigjährigen Krieg wiederhergestellt war. 1693 marschierten im Pfälzischen Erbfolgekrieg französische Truppen unter Ezéchiel Comte de Mélac nach Württemberg ein und zerstörten erneut viele Ortschaften, so auch Backnang.
Ende des 17. Jahrhunderts gehörte der Weiler Bruch als so genannter Stadtweiler zu Backnang. Allerdings waren die Beziehungen zu Backnang nie sehr eng und die Bauern von Bruch forderten ihre Selbstständigkeit, die ihnen jedoch von Backnang verwehrt wurde. Nach der Zerstörung Backnangs im Pfälzischen Erbfolgekrieg durch die Franzosen 1693 forderten die Backnanger eine finanzielle Beteiligung Bruchs am Wiederaufbau, die den kleinen Weiler sehr belastete. Eine Befreiung von den Lasten lehnte Backnang stets ab.

### Bruch im 19. Jahrhundert
1822 gelang es den Bruchern nach langen Verhandlungen, von Backnang unabhängig zu werden. Kaum selbstständig, mussten sich die junge Gemeinde 1825 gegen eine geplante Eingliederung nach Oberweissach wehren. Die Brucher wandten sich daher mit einer Bittschrift an König Wilhelm I. und die Petition hatte damit tatsächlich Erfolg. So blieb Bruch von 1822 bis 1971 eine eigenständige Kommune. 1831 hatte Bruch 225 Einwohner. Viele Einwohner besserten ihr Vermögen mit Leinenweberei auf.
Bruch verfügte zunächst über kein eigenes Rathaus. Die Sitzungen des Gemeinderats fanden stets in der Wohnung des jeweiligen Schultheißen statt. Erst 1913 konnte ein baufälliges Wohnhaus erworben, abgebrochen und durch ein Rathaus ersetzt werden. Der Weinbau in Bruch war früher bedeutend, ging jedoch Mitte des 19. Jahrhunderts durch die Reblaus völlig zu Grunde. Danach wurde der Weinbau durch den Obstbau verdrängt. 1871 war der Weinbau nicht mehr bedeutend, man pflanzte hauptsächlich Silvaner und Trollinger. Bis zum Ersten Weltkrieg waren die Weinberge restlos verschwunden. Allerdings blieb die Brucher Kelter bis heute erhalten.
Im 19. Jahrhundert kam es zu mehreren großen Auswanderungswellen wegen Missernten und politischen Unruhen.

### Bruch im 20. Jahrhundert
Im Ersten Weltkrieg (1914 bis 1918) wurden 51 Männer aus Bruch zum Wehrdienst in die Württembergischen Armee eingezogen, von denen 11 gefallen oder vermisst sind.
Im Zweiten Weltkrieg (1939 bis 1945) hatte Bruch 20 Gefallene und Vermisste zu beklagen.
Im letzten Kriegsjahr erreichten am 20. April 1945 Soldaten der 100. US-Infanteriedivision Bruch und nahmen den Ort um 14 Uhr ohne Kampf ein. Lediglich im Nachbarort Oberweissach kam es zu einem kurzen Gefecht zwischen Truppen der deutschen Wehrmacht und der US-Armee, bei dem ein Landser und ein GI getötet wurden.
Nach dem Zweiten Weltkrieg gehörte Bruch zur amerikanischen Besatzungszone. Viele Flüchtlinge aus den Ostgebieten des Deutschen Reichs ließen sich in Bruch und in der Umgebung nieder. Durch Neubaugebiete wuchs Bruch stark an.
Die Gemeindereform Anfang der 1970er Jahre sah die Schaffung von größeren Gemeindeeinheiten von mindestens 5000 Einwohnern vor. Bruch hatte Anfang der 1970er Jahre jedoch nur 359 Einwohner. Somit bedeutete die Reform das Aus für die Gemeinde. 1970 wollte sich Bruch zunächst mit Oberweissach vereinigen. Einer Einverleibung durch Unterweissach stand man eher skeptisch gegenüber. Auch eine Fusion mit Lippoldsweiler wurde erwogen. In einer Bürgerbefragung stimmten letztlich 55,8 % der Brucher für den Zusammenschluss mit Unterweissach. Am 1. Juli 1971 vereinigten sich Bruch mit Unterweissach, Oberweissach und Cottenweiler zur neuen Gemeinde Weissach im Tal.

### Einwohnerentwicklung
- 1626: 122
- 1641: 19
- 1654: 42
- 1810: 227[5]
- 1828: 291[6]
- 1847: 321[7]
- 1854: 310[8]
- 1866: 246[9]
- 1871: 256[1]
- 1896: 221[10]
- 1913: 192[11]
- 2023: 577[12]
- 2024: 576[13]

## Politik

### Schultheißen und Bürgermeister
Im ländlichen Württemberg stellten die wohlhabenden und angesehenen Landwirte zumeist die Schultheißen, die man umgangssprachlich auch Bauraschultes (Bauernschultheiß) nannte. Erst 1930 wurde in Württemberg die Amtsbezeichnung Schultheiß durch Bürgermeister ersetzt.
Liste der Schultheißen und Bürgermeister (unvollständig; Amtszeiten oft unklar):
- 1810: Daniel Elßer[5]
- 1815: Friedrich Jordan[14]
- 1828: Maier[6]
- 1847: Mayer[7]
- 1896: Klotz[10]
- 1913: Christian Krautter[11]
- 1945: Gottlieb Krieger (in Personalunion mit Oberweissach)[15]
- 1945: Wilhelm Werf (in Personalunion mit Oberweissach)[15]
- 1952–1971: Wilhelm Schadt[16]

### Wappen und Flagge

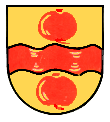
Ehemaliges Gemeindewappen

Blasonierung: In goldenem (gelbem) Grund mittig ein roter Wellenbalken belegt mit zwei roten Äpfeln.
Wappenbegründung: Der Wellenbalken steht für den Brucher Bach, die zwei Äpfel für den früher weit verbreiteten Obstbau.
Die Farben der Gemeinde waren Gold-Rot, dargestellt als Gelb-Rot.
Mit der Auflösung der Gemeinde Bruch im Zuge der Gebietsreform von 1971 ist das Wappen erloschen. Es wird gelegentlich noch von Bürgervereinen benutzt und findet sich noch oft in Form von Autoaufklebern.

## Sehenswürdigkeiten
- Ehemalige Kapelle (Im Kugelhof 2, heute zur Wohnung umgebaut).[17]
- Brucher Kelter (Lutzenbergstraße 52; erstmals erwähnt 1600; renoviert und verändert 1762).
- Ehemaliges Gasthaus Löwen mit Dachreiter und Schlagglocke (Lutzenbergstraße 1, erbaut 1780).[17]

Bilder aus Bruch
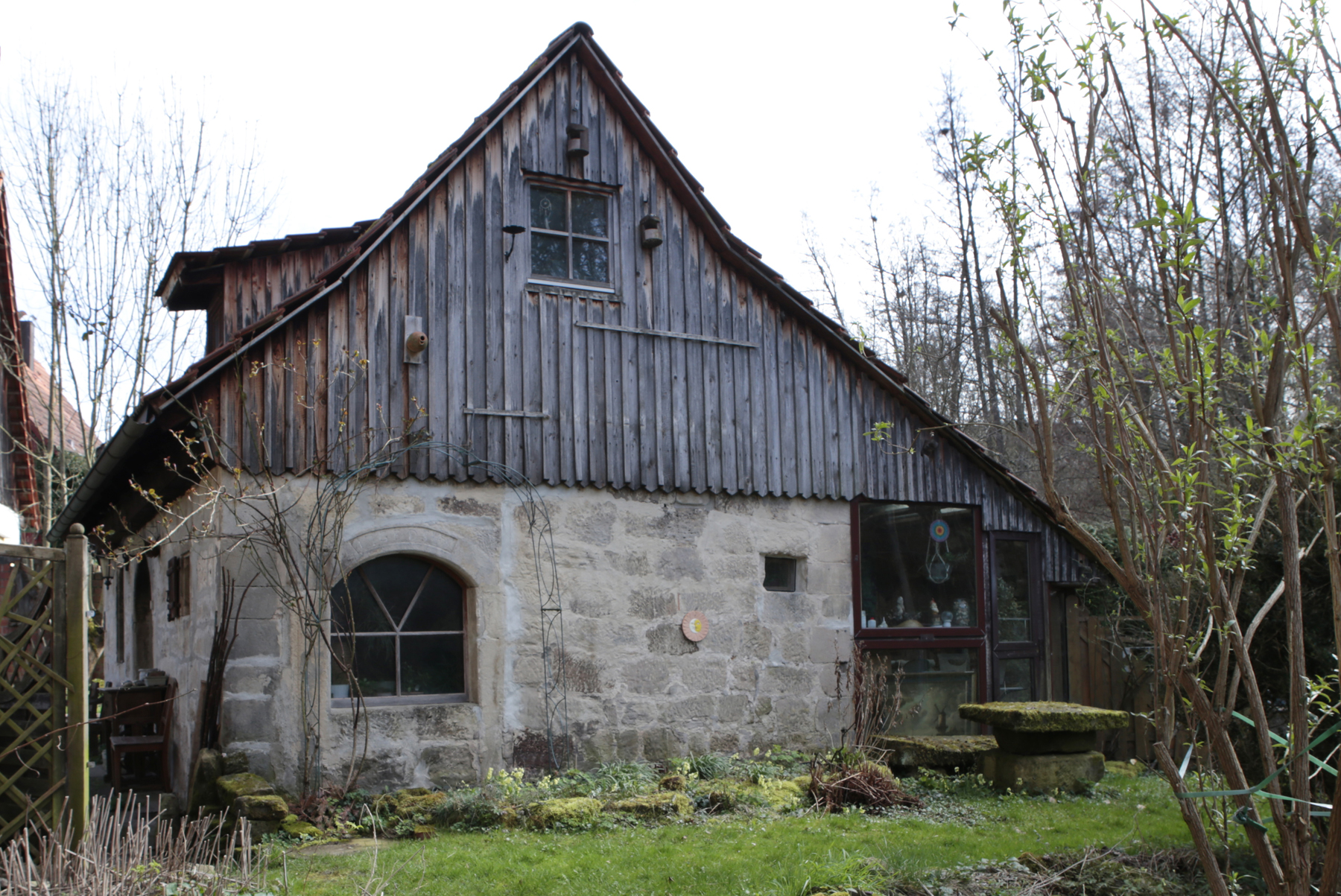
Seitenansicht der ehemaligen Kapelle (erbaut um 1420)
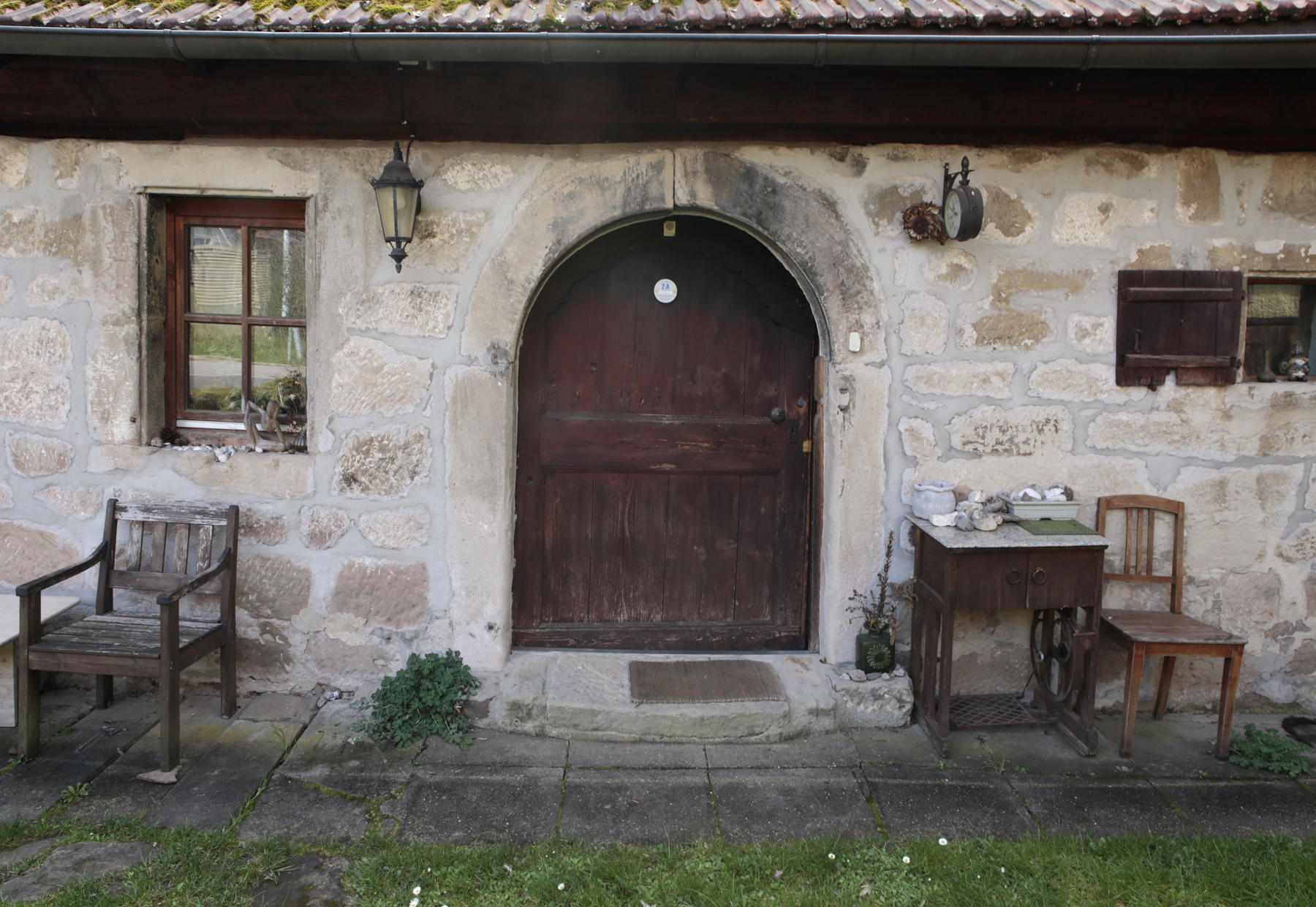
Eingang
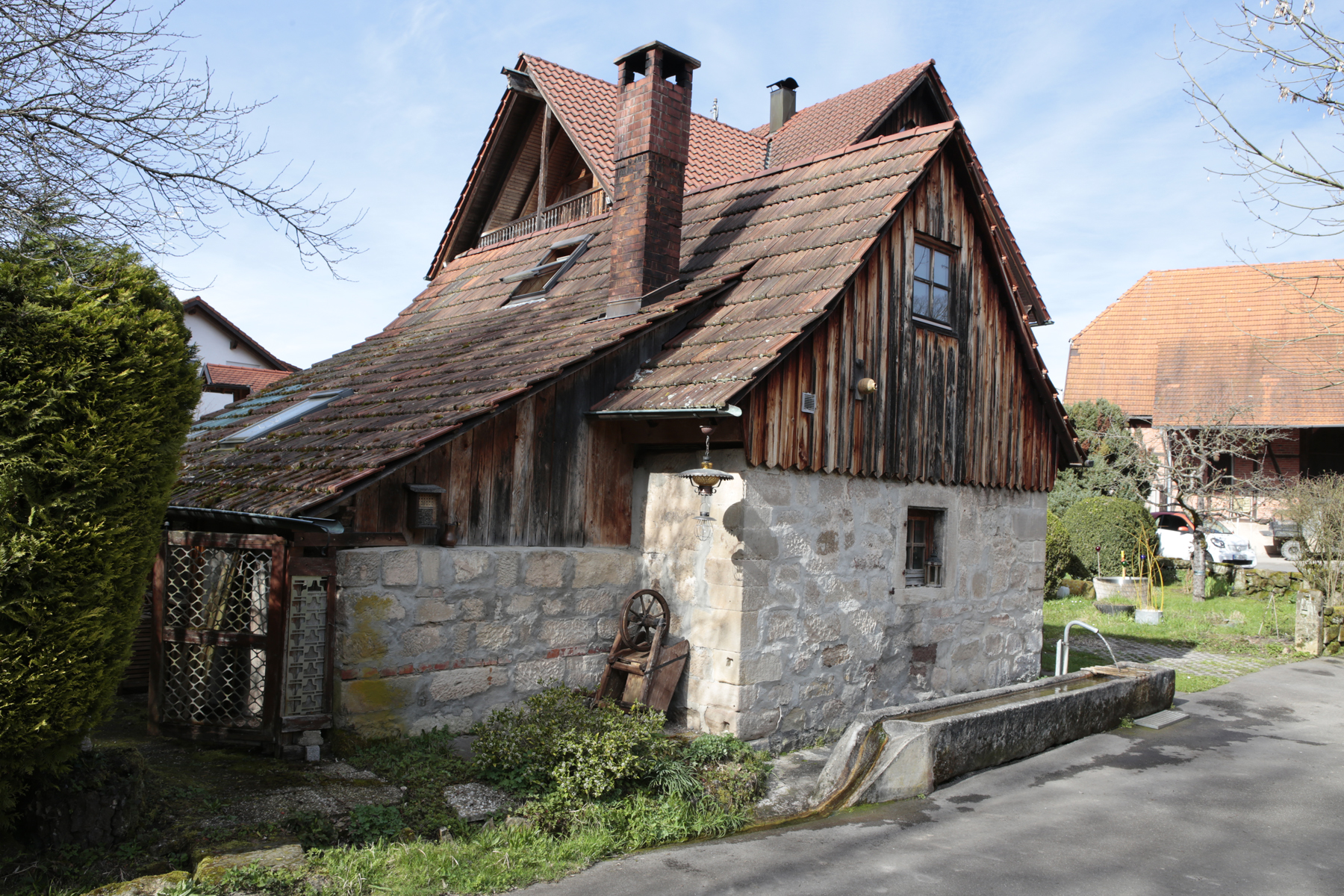
Rückseite

## Aus dem Sagenschatz
Die älteren Einwohner von Bruch wissen noch, dass sich um die Pietà von Bruch viele Legenden rankten. Nach einer Legende durfte das mittelalterliche Bildwerk der Beweinung Christi nicht das Haus der Familie Klotz verlassen, das es sonst nirgends gut thue und wenn es entfernt werde, so rumore es im ganzen Haus.
So blieb das Kunstwerk über Jahrhunderte im Besitz der Familie und wurde erst 1927 an das Württembergische Landesmuseum in Stuttgart abgegeben.

## Dorfgemeinschaft
Unter „Die Brucherei“ finden seit 2012 Aktivitäten von Bruchern für Brucher statt. Das jährliche Christbaumverbrennen zu Mariä Lichtmess zum Beispiel, hat mittlerweile einen festen Platz im Kalender der Brucher.

Logo: „Die Brucherei“